# Zbigniew Dębski

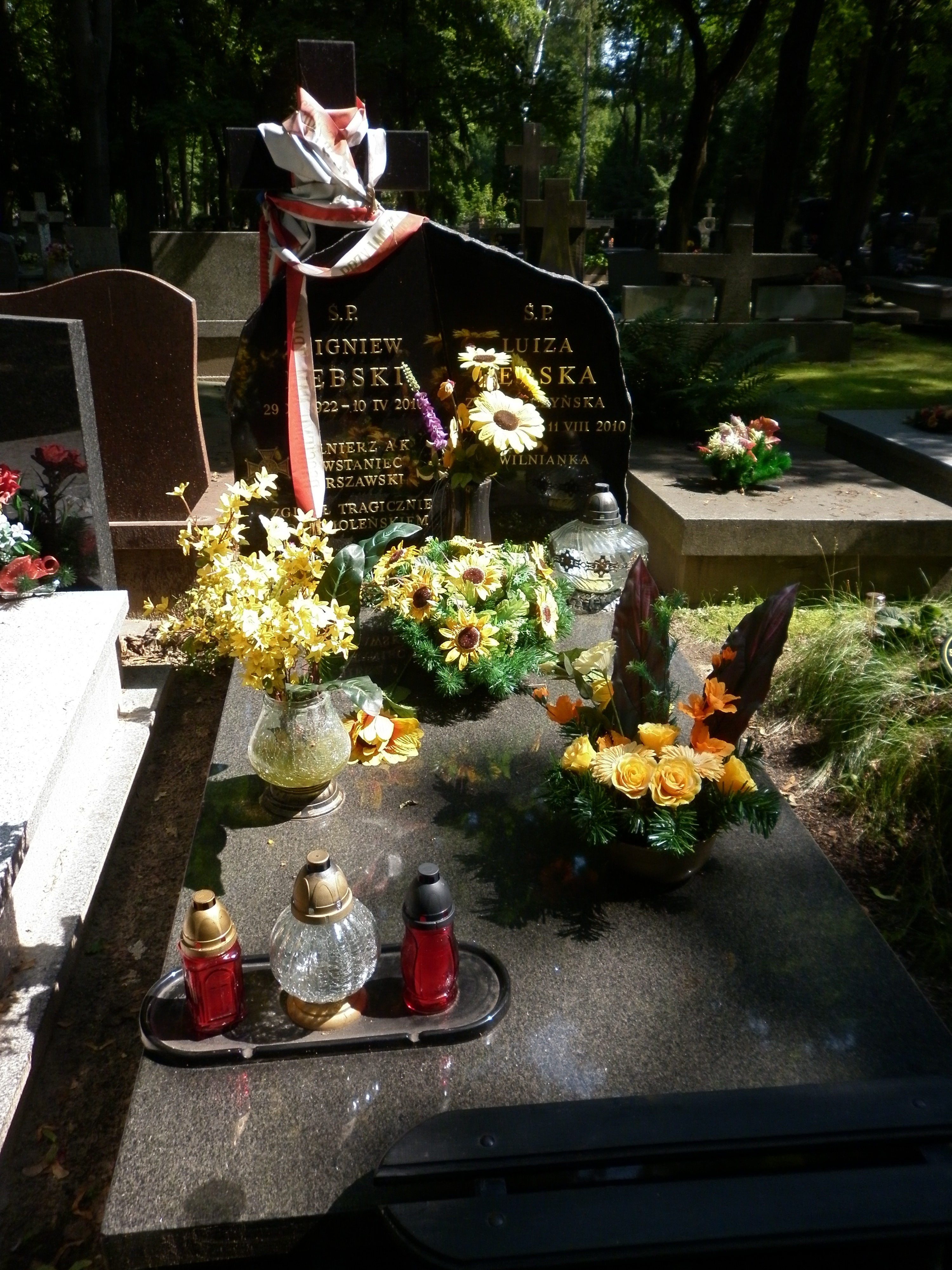
Grób Zbigniewa Dębskiego na cmentarzu Wojskowym na Powązkach w Warszawie

Zbigniew Franciszek Dębski (ur. 29 listopada 1922 w Łasinie, zm. 10 kwietnia 2010 w Smoleńsku) – powstaniec warszawski, podpułkownik WP (pośmiertnie awansowany do stopnia pułkownika), członek Kapituły Orderu Wojennego Virtuti Militari, sekretarz Klubu Kawalerów Orderu Wojennego Virtuti Militari.

## Życiorys
Syn Emiliana Dębskiego (właściciela apteki w Łasinie) i Marii z domu Szpitter, brat Ireny i Aleksandry. Absolwent szkoły podstawowej w Łasinie. W 1939 ukończył gimnazjum jezuickie w Gdyni-Orłowie. Od sierpnia do września 1939 mieszkał w Toruniu. Przy próbie przedostania się na wschód kraju wraz z ojcem został aresztowany i osadzony w więzieniu w Żabince, a następnie w Kobryniu. Po zwolnieniu z więzienia udał się wraz z ojcem do Warszawy. Tam kontynuował naukę na tajnych kompletach w Liceum im. Adama Mickiewicza, a następnie w szkole budowlanej oraz w zakresie rysunku technicznego.
Od stycznia 1940 w konspiracji. 30 grudnia 1943 ukończył kurs dla niższych stopniem dowódców w szkole podchorążych, po czym służył w plutonie Stefana Nasta w batalionie „Vistula”. W powstaniu warszawskim był dowódcą 7 drużyny 3 kompanii – „Szare Szeregi-Junior” (pseudonim „Zbych”, „Prawdzic”). Uczestniczył w walkach o Pocztę Główną oraz o PASTA-ę. Był jednym z 3 żołnierzy (obok Teodora Karczewskiego „Orła” i Stanisława Zielaskowskiego „Wiąza”), którzy 20 sierpnia 1944 zawiesili polską flagę na budynku PAST-y. 8 września został ranny w trakcie obrony kina „Coloseum”. Awansowany do stopnia podporucznika 27.09.1944.
Po klęsce powstania trafił najpierw do Stalagu IV B, a następnie do Stalagu XI A. Po wyzwoleniu obozu przez oddziały brytyjskie służył w polskich oddziałach w amerykańskiej strefie okupacyjnej.
W czerwcu 1948 powrócił do kraju; w 1952 ukończył chemię na Uniwersytecie Mikołaja Kopernika w Toruniu. Pracował w Wytwórni Farmaceutycznej „Motor”, Instytucie Farmaceutycznym, Centralnym Laboratorium Chemicznym i w Zjednoczonych Zespołach Gospodarczych. Brał czynny udział w życiu środowiska powstańczego. Był współzałożycielem Związku Powstańców Warszawskich, członkiem prezydium Zarządu Głównego Związku Powstańców Warszawskich oraz współzałożycielem komitetów budowy pomnika powstania. W grudniu 1989 przeszedł na emeryturę. W 2009 uhonorowany został Nagrodą Miasta Stołecznego Warszawy. Decyzją nr 808/Komb. z 6 czerwca 2008 Minister Obrony Narodowej na wniosek Klubu Kawalerów Orderu Wojennego Virtuti Militari mianował go na stopień podpułkownika.
Zginął 10 kwietnia 2010 w katastrofie polskiego samolotu Tu-154M w Smoleńsku w drodze na obchody 70. rocznicy zbrodni katyńskiej.
Decyzją Ministra ON Nr 353/KADR z dnia 15 kwietnia 2010 został pośmiertnie awansowany do stopnia pułkownika.

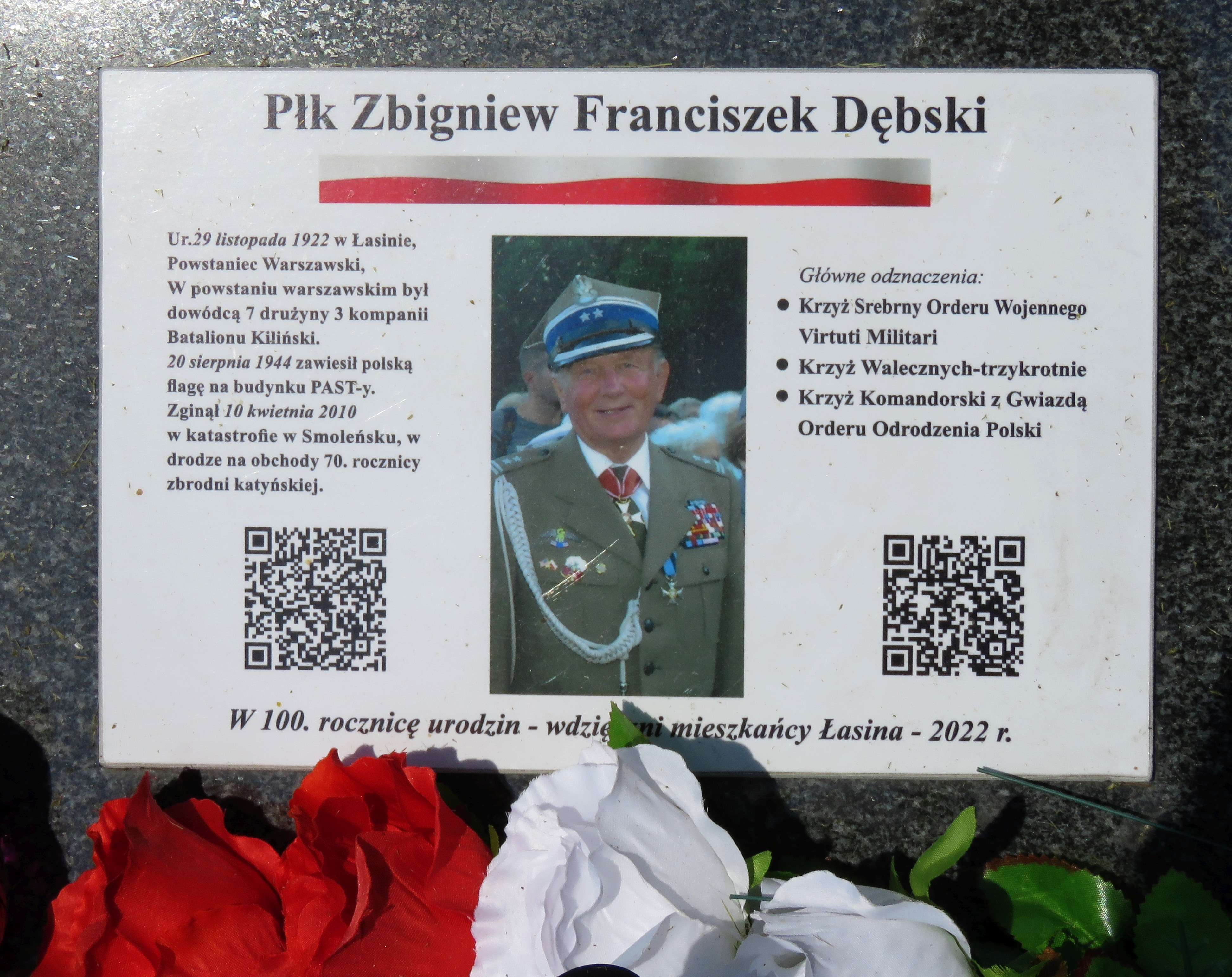
Tablica poświęcona Zbigniewowi Dębskiemu w Łasinie

22 kwietnia został pochowany na cmentarzu Wojskowym na Powązkach w Warszawie w kwatera A18-6-23.

## Odznaczenia
- Krzyż Srebrny Orderu Wojennego Virtuti Militari[4]
- Krzyż Komandorski z Gwiazdą Orderu Odrodzenia Polski (2010; pośmiertnie)[12]
- Krzyż Oficerski Orderu Odrodzenia Polski[4]
- Krzyż Walecznych[4] – trzykrotnie
- Warszawski Krzyż Powstańczy[4]
- Srebrny Krzyż Zasługi z Mieczami[13]
- Krzyż Armii Krajowej[13]